# Tropidonophis
Tropidonophis – rodzaj węży z podrodziny zaskrońcowatych (Natricinae) w rodzinie połozowatych (Colubridae).

## Zasięg występowania
Rodzaj obejmuje gatunki występujące w południowo-wschodniej Azji (Filipiny i Indonezja) oraz Australii i Oceanii (Papua-Nowa Gwinea i Australia). 

## Systematyka

### Etymologia
- Tropidonophis: gr. τροπις tropis, τροπιδος tropidos „kil statku”[8]; οφις ophis, οφεως opheōs „wąż”[9].
- Styporhynchus: gr. στυπος stupos „pień, trzon”; ῥυγχος rhunkhos „pysk, ryj”[3]. Gatunek typowy: Styporhynchus truncatus Peters, 1863.
- Katophis: Katow (obecnie Mawatta), Binaturi River, Prowincja Zachodnia, Papua-Nowa Gwinea; οφις ophis, οφεως opheōs „wąż”[9][4]. Gatunek typowy: Katophis plumbea Macleay, 1877[a].
- Macropophis: gr. μακρος makros „długi, szeroki”[10]; ωψ ōps, ωπος ōpos „oczy”[11]; οφις ophis, οφεως opheōs „wąż”[9]. Gatunek typowy: Tropidonotus hypomelas Günther, 1877.

### Podział systematyczny
Do rodzaju należą następujące gatunki:
- Tropidonophis aenigmaticus Malnate & Underwood, 1988
- Tropidonophis dahlii (Werner, 1899)
- Tropidonophis dendrophiops (Günther, 1883)
- Tropidonophis dolasii Kraus & Allison, 2004
- Tropidonophis doriae (Boulenger, 1898)
- Tropidonophis elongatus (Jan, 1865)
- Tropidonophis halmahericus (Boettger, 1895)
- Tropidonophis hypomelas (Günther, 1877)
- Tropidonophis mairii (Gray, 1841)
- Tropidonophis mcdowelli Malnate & Underwood, 1988
- Tropidonophis montanus (Lidth de Jeude, 1911)
- Tropidonophis multiscutellatus (Brongersma, 1948)
- Tropidonophis negrosensis (Taylor, 1917)
- Tropidonophis novaeguineae (Lidth de Jeude, 1911)
- Tropidonophis parkeri Malnate & Underwood, 1988
- Tropidonophis picturatus (Schlegel, 1837)
- Tropidonophis punctiventris (Boettger, 1895)
- Tropidonophis spilogaster (Boie, 1827)
- Tropidonophis statisticus Malnate & Underwood, 1988
- Tropidonophis truncatus (Peters, 1863)